# Taraxacum darschajense
Taraxacum darschajense là một loài thực vật có hoa trong họ Cúc. Loài này được Orazova miêu tả khoa học đầu tiên năm 1982.